# Batman: Gotham Knight
Batman: Gotham Knight (バットマン: ゴッサム ナイト Battoman: Gossamu Naito) is een Japans/Amerikaanse animatiefilm uit 2008, gebaseerd op het DC Comics personage Batman. De film werd uitgebracht als direct-naar-dvd.
De film bestaat uit zes korte animatiefilmpjes geproduceerd door verschillende studio's, die zich allemaal afspelen tussen de films Batman Begins en The Dark Knight. Volgens de producers kunnen de filmpjes echter ook in andere Batman-media worden geplaatst. De filmpjes werden geschreven door Josh Olson, David S. Goyer, Brian Azzarello, Greg Rucka, Jordan Goldberg en Alan Burnett.

## Verhaal

### Have I Got a Story for You
Geschreven door Josh Olson en geproduceerd door Studio 4°C.
Drie skaters ontmoeten elkaar in een skatepark. Allemaal beweren ze die dag Batman te hebben gezien terwijl hij in gevecht was met een in het zwart geklede man. De drie vertellen allemaal hun versie van het verhaal, waarin ze hun eigen interpretaties geven van wie of wat Batman nu werkelijk is. Een van hen omschrijft Batman als een levende schaduw die naar eigen believen kan smelten en weer opduiken (gelijk aan hoe Batman was in het verhaal Batman & Dracula: Red Rain), een ander omschrijft hem als een mens/vleermuis hybride (gelijk aan Man-Bat) en de derde als een robot genaamd Robobat. Tevens geven ze hun eigen interpretaties van de man in het zwart. Zo wordt hij onder andere neergezet als schurk die doet denken aan Killer Croc, Firefly en Deadshot.
Aan het eind van het filmpje verschijnen zowel Batman als de man in het zwart in het park, waar Batman hem vangt met behulp van een vierde skater. Deze ziet wat Batman werkelijk is: een man in een vleermuiskostuum.

### Crossfire
Geschreven door Greg Rucka en geproduceerd door Production I.G.
Crispus Allen en Anna Ramirez, twee leden van de Major Crimes Unit, krijgen de opdracht om de man in het zwart (uit het vorige filmpje) op te sporen nadat hij is ontsnapt uit Arkham Asylum. Onderweg discussiëren ze over het feit of Batman te vertrouwen is of niet. De twee raken betrokken bij een strijd tussen twee bendes, de Russian en Salvatore Maroni. Een vuurgevecht barst los. Allen wordt op tijd gered door Batman, die Russian en zijn mannen uitschakelt.

### Field Test
Geschreven door Jordan Goldberg en geproduceerd door Bee Train.
Na een ongeluk met een nieuw elektromagnetisch navigatiesysteem met een satelliet van WayneCom, krijgt Lucius Fox het idee om een apparaat te maken dat de satelliet kan gebruiken om kogels van kleine vuurwapens elektromagnetisch af te ketsen. Bruce Wayne neemt dit apparaat mee als hij op een avond als Batman achter de Russian aan gaat. Deze is wederom in conflict geraakt met een andere bendeleider. Wanneer er op Batman wordt geschoten, ketst het apparaat de kogel inderdaad af. De afgeketste kogel treft echter een van de mannen van de Russian. Geschrokken brengt Batman de man naar het ziekenhuis, waarna hij besluit het apparaat nooit meer te gebruiken daar hij enkel zijn eigen leven wil riskeren en niet dat van anderen.

### In Darkness Dwells
Geschreven door David S. Goyer en geproduceerd door Madhouse.
De politie reageert op een rel in een kathedraal, waar kardinaal O'Fallon een preek hield. Volgens ooggetuigen is de kardinaal ontvoerd door een groot hagedisachtig monster, en meegenomen naar de crypte onder de kathedraal. Luitenant Gordon, Crispus Allen, en Anna Ramirez onderzoeken de zaak. Gordon spreekt even kort met Batman, en de twee concluderen dat de Scarecrow achter de rel zit. Batman ontmoet even later een dakloze man, die de ontvoerder identificeert als Killer Croc. Killer Croc onthult zichzelf, en blijkt onder invloed te zijn van Scarecrows angstgif. Batman verslaat hem, maar wordt zelf met het gif geïnfecteerd. Hij vindt vervolgens de kardinaal, die door Scarecrow ter dood is veroordeeld vanwege zijn hulp aan de daklozen van Gotham City. Batman laat de kamer overstromen door enkele waterleidingen te vernielen, en ontsnapt met de kardinaal.

### Working Through Pain
Geschreven door Brian Azzarello en geproduceerd door Studio 4°C.
Dit filmpje gaat verder waar In Darkness Dwells ophield. Batman wordt in zijn maag geschoten door een man die lijdt aan hallucinaties. Hij weet de wond te stelpen en probeert uit de riolen te ontsnappen terwijl hij terugkijkt op zijn ervaringen met omgaan met pijn. Zo herinnert hij zich hoe hij deelnam aan een experiment om te worden geopereerd zonder verdoving, zijn ontmoeting met een vrouw genaamd Cassandra die zich als man had verkleed om bij een religieuze sekte te kunnen komen, en hem leerde pijn onder controle te houden. Uiteindelijk bereikt Batman het einde van het riool, waar Alfred hem opwacht.

### Deadshot
Geschreven door Alan Burnett en geproduceerd door Madhouse.
Bruce krijgt een flashback over de moord op zijn ouders. Hij onderzoekt een paar vuurwapens die hij in het vorige filmpje in de riolen had gevonden, en begrijpt hoe men vaak in de verleiding kan komen zo'n wapen te gebruiken. Ondertussen voert in een andere stad een huurmoordenaar genaamd Deadshot een moord uit op de burgemeester, en vertrekt daarna weer naar zijn schuilplaats in de jungle. Daar wordt hij door de Russian opgezocht, en krijgt de opdracht om luitenant Gordon te vermoorden. Batman wordt opgeroepen Gordon te beschermen. Batman geeft Crispus Allen een PDA die hij heeft ontfutseld van Ronald Marshall, waarop gecodeerde e-mails staan die bewijzen dat Marshall Deadshot heeft ingehuurd. Batman confronteert Deadshot, en krijgt dan te horen dat hij Deadshots werkelijke doelwit is. De aanslag op Gordon was slechts een afleidingsmanoeuvre. De twee vechten het uit op het dak van een trein terwijl deze een tunnel inrijdt. In de tunnel raakt Batman gewond en valt van de trein. Als Deadshot hem later op probeert te sporen, wordt hij van achteren overmeesterd, ontwapend en gearresteerd. Later onthult Batman aan Alfred dat dit gevecht hem erg sterk aan de nacht van de moord op zijn ouders deed denken.

## Rolverdeling
| Acteur                   | Personage                                                                |
| ------------------------ | ------------------------------------------------------------------------ |
| Kevin Conroy             | Bruce Wayne / Batman                                                     |
| Jason Marsden            | Agent                                                                    |
| Scott Menville           | B-Devil                                                                  |
| George Newbern           | Man in het Zwart Jacob Feely                                             |
| Corey Padnos             | Porkchop                                                                 |
| Crystal Scales           | Meesh                                                                    |
| Alanna Ubach             | Dander                                                                   |
| Corey Burton             | Yuri Dimitrov / The Russian, Ronald Marshall, Jonathan Price / Scarecrow |
| Gary Dourdan             | Crispus Allen                                                            |
| Jim Meskimen             | James Gordon, Deadshot                                                   |
| Pat Musick               | Nieuwsanker                                                              |
| Ana Ortiz                | Anna Ramirez                                                             |
| Will Friedle             | Anton                                                                    |
| George Newbern           | Guido                                                                    |
| Rob Paulsen              | Salvatore Maroni                                                         |
| Kevin Michael Richardson | Lucius Fox                                                               |
| Brian George             | Kardinaal O'Fallon                                                       |
| David McCallum           | Alfred Pennyworth                                                        |

## Achtergrond

### Productie
De filmpjes zijn duidelijk beïnvloed door anime, maar hebben ook allemaal hun eigen karakteristieke tekenstijl. In alle zes filmpjes doet Kevin Conroy de stem van Batman, een rol die hij ook speelde in Batman: The Animated Series.

### Soundtrack
De soundtrack voor Batman: Gotham Knight werd uitgebracht op 29 juli 2008 door La La Land Records. De muziek bevat duidelijk invloeden van eerdere Batmanmedia.
HAVE I GOT A STORY FOR YOU - Christopher Drake
1. "Main Titles/Intro/Interlude/Punk Skater/Trouble At The Dock" (2:28)
2. "Living Shadow/Living Shadow Finale" (1:45)
3. "Skater Girl / Trouble In the City" (0:50)
4. "Batmonster Appears/Batmonster Do-Over/Batmonster Finale" (2:18)
5. "Rooftop Robbery/Robobat" (1:44)
6. "Have I Got A Story For You Finale" (1:35)

CROSSFIRE - Kevin Manthei
1. "Crossfire" (4:49)
2. "Inferno" (5:48)

FIELD TEST - Robert J. Kral
1. "New Device" (1:22)
2. "Trigger A Device/As Good As Your Drive" (1:10)
3. "A Russian in His Grave/It Works Too Well" (3:53)

IN DARKNESS DWELLS - Christopher Drake
1. "In Darkness Dwells Intro" (1:00)
2. "Gordon's Cannibal/Ghost Station" (3:00)
3. "Epidermolytic Hyperkeratosis" (0:43)
4. "Killer Croc/Hallucinations/Scarecrow Interrupted" (3:19)
5. "Escape and End" (1:45)

WORKING THROUGH PAIN - Kevin Manthei
1. "Working Through Pain/The Fall" (1:46)
2. "Bazaar" (0:26)
3. "There is Another/Training" (2:46)
4. "Rejected and Despised" (1:30)
5. "Painless Fight/I Can't" (3:23)

DEADSHOT - Robert J. Kral
1. "Parents Killed" (0:54)
2. "Gun Attraction/Park Killing" (1:26)
3. "Gordon/Batman/The Train" (6:14)
4. "His Life's Quest" (0:56)

END CREDITS - Christopher Drake, Robert J. Kral, Kevin Manthei
1. "End Credits Suite" (5:02)